# حمدة تريم الشامسي
حمدة تريم الشامسي (2000 - 27 يناير 2024) متسابقة سباقات دراجات نارية محترفة إماراتية، وفاعلة خير وسيدة أعمال. اشتهرت بأعمالها الخيرية، خاصة في الدول الأفريقية، مثل دولة أوغندا. كانت مؤسسة معهد حمدة المهني والاجتماعي، ومؤسسة حمدة للمشاريع الخيرية.، تعتبر حمدة أول متسابقة سيارات إماراتية، حيث بدأت رحلتها في عالم السباقات في عام 2020 بعد أن بلغت 18 عامًا.

## المسيرة المهنية
بدأت حمدة مسيرتها المهنية وكانت معروفة بمهاراتها في سباقات السيارات والدراجات النارية، لتصبح أول متسابقة سيارات إماراتية. بدأت رحلتها في عالم السيارات في عام 2020. كانت حمدة تنشر صور وفيدوهات متعلقة بالسباقات وولعها بالمهنة على حسابها على إنستغرام، ولقد جمعت عدد ضخم من المتابعين حيث وصل عدد متابعيها الى حوالي 136000 متابع.

## الإنجازات والأعمال الخيرية
اشتهرت حمدة بالأعمال الخيرية في أوغندا، حيث بدأت مشاريع خيرية مختلفة من خلال مؤسستها، مؤسسة حمدة للاستثمارات الخيرية. في مارس 2022، في معرض الإمارات الجمركي، تم الإعلان عن مشروع جديد لمعهد مهني في منطقة ماسكا في أوغندا، يسمى معهد حمدة المهني والاجتماعي، لدعم الأيتام الأوغنديين. هذا المعهد، وهو استمرار لمشروع "مدرسة تريم" للأيتام، هو جزء من مجموعة من المشاريع الإنسانية التي أنجزتها المؤسسة سابقًا. يوفر مشروع الأيتام التعليم المجاني لـ 350 طالبًا وطالبة في جميع المستويات.
كما أكملت المؤسسة مشروع مستشفى غير ربحي للمدينة، بتكلفة تزيد عن 800 ألف درهم. بدأ المستشفى العمل في 11 نوفمبر 2020، وعالج حوالي 300 ألف مريض مجانًا، وأجرى 5000 ولادة.

## الوفاة
توفيت حمدة في 27 يناير 2024 في مستشفى خاص بأبوظبي بعد تعرضها لحادث مميت عن عمر يناهز 24 عامًا. حضر صاحب السمو الشيخ الدكتور سلطان بن محمد القاسمي، عضو المجلس الأعلى حاكم الشارقة، جنازتها في مدينة واسط بالشارقة.
, 

### ردود الفعل والإشادات
تفاعلت الإمارات العربية المتحدة وماساكا أوغندا مع وفاة حمدة بالحزن فقد نشرت آلاف التعازي عبر منصات التواصل الاجتماعي. قدم آلاف الأشخاص تعازيهم خلال موكب جنازتها، كما قدم الشيخ الدكتور سلطان تعازيه لأسرة تريم خلال زيارة لمجلس عزاء في منطقة واسط بالشارقة. 

## في الإعلام والبرامج
- الأسرع (بالإنجليزية:The Fastest) على شبكة نتفليكس.[17]

حظيت حمدة تريم بشهرة عالمية بعد ظهورها في برنامج "الأسرع" على شبكة Netflix، وهو أول برنامج واقعي عربي يسلط الضوء على حب المنطقة لرياضة السيارات.
| السنة | العرض  | القناة  | ملاحظات |
| ----- | ------ | ------- | ------- |
| 2022  | الأسرع | نتفليكس |         |

## انظر ايضا
- المرأة في الوطن العربي